# Gmina Vinodolska
Gmina Vinodolska (chorw. Vinodolska općina) – gmina w Chorwacji, w żupanii primorsko-gorskiej. W 2011 roku liczyła  3577 mieszkańców.